# فرنسيسكو إزرائيل ريفيرا
فرنسيسكو إزرائيل ريفيرا (بالإسبانية: Francisco Israel Rivera)‏ (23 سبتمبر 1994 بمدينة سان لويس بوتوسي في المكسيك - ) هو لاعب كرة قدم مكسيكي في مركز الوسط. لعب مع نادي أمريكا.

## وصلات خارجية
- فرنسيسكو إزرائيل ريفيرا على موقع قاعدة بيانات كرة القدم.إي يو (الإنجليزية)
- فرنسيسكو إزرائيل ريفيرا على موقع Soccerway.com (الإنجليزية)